# Netunice
Netunice (německy Nettonitz) jsou obec v okrese Plzeň-jih v Plzeňském kraji. Žije zde 213 obyvatel.

## Název
Název vesnice je odvozen ze staroslavěnského slova tunb (zadarmo, z lásky) ve významu ves lidí Netunových. Lidově byla ves nazývána také Netonice. Název se v historických pramenech objevuje ve tvarech: de Natuniz (1192), de Natuliz (1193), Netunicz (1379), z Netunic (1427), z Netonic (1430), z Netonycz (1449), z Netonic (1474), Netonicze (1654).

## Historie
První písemná zmínka o obci pochází z roku 1192.

## Obyvatelstvo
| Rok            | 1869 | 1880 | 1890 | 1900 | 1910 | 1921 | 1930 | 1950 | 1961 | 1970 | 1980 | 1991 | 2001 | 2011 | 2021 |
| -------------- | ---- | ---- | ---- | ---- | ---- | ---- | ---- | ---- | ---- | ---- | ---- | ---- | ---- | ---- | ---- |
| Počet obyvatel | 273  | 323  | 330  | 314  | 312  | 329  | 297  | 252  | 236  | 222  | 190  | 167  | 158  | 175  | 202  |
| Počet domů     | 45   | 46   | 49   | 49   | 53   | 52   | 56   | 60   | 59   | 59   | 58   | 66   | 67   | 73   | 77   |

## Obecní správa
V letech 1961–1990 k obci patřily Předenice.

### Obecní symboly
Znak a vlajka byly obci uděleny rozhodnutím předsedy Poslanecké sněmovny Parlamentu České republiky dne 9. prosince 2015.

## Pamětihodnosti
V hospodářském dvoře se dochovala budova netunické tvrze postavené neznámým stavebníkem nejspíše po roce 1500. Jako panské sídlo sloužila až do poslední čtvrtiny sedmnáctého století a roku 1780 byla přestavěna na barokní sýpku.